# Kutre Dulecha
Ware Kutre Dulecha (provincie Sidamo, 22 augustus 1978) is een Ethiopische middellange- en langeafstandsloopster. Ze kwam met name uit op de 1500 m, waarop ze in 1997 het wereldjuniorenrecord verbeterde. Ze nam driemaal deel aan de Olympische Spelen.

## Loopbaan
Bij de junioren werd Dulecha wereldkampioene op de 1500 m en bij het veldlopen. Haar eerste grote succes bij de senioren behaalde ze in 2000 door wereldkampioene veldlopen op de korte afstand te worden. Op de Olympische Spelen van Sydney dat jaar behaalde ze een vierde plaats.
Vier jaar later won Kutre Dulecha op de wereldindoorkampioenschappen de 1500 m. Met een tijd van 4.06,40 versloeg ze de Canadese Carmen Douma-Hussa (zilver; 4.08,18) en de Russische Goelnara Samitova (brons; 4.08,26). In Athene werd ze op de Olympische Spelen uitgeschakeld in de halve finale van de 1500 m met een tijd van 4.07,63.
In Nederland geniet ze met name bekendheid vanwege het winnen van de marathon van Amsterdam in 2005. In datzelfde jaar werd ze tweede in de City-Pier-City Loop in 1:10.54.

## Titels
- Wereldkampioene veldlopen (korte afstand) - 2000
- Wereldindoorkampioene 1500 m - 2004
- Afrikaanse Spelen kampioene 1500 m - 1995, 1999, 2003
- Oost- en Centraal-Afrikaans kampioene 800 m - 1995
- Ethiopisch kampioene 800 m - 1994, 1997, 1998, 1999, 2000
- Ethiopisch kampioene 1500 m - 1994, 1997, 1998, 1999, 2000
- Wereldjuniorenkampioene 1500 m - 1996
- Wereldjuniorenkampioene veldlopen - 1996

## Persoonlijke records
Baan
| Onderdeel   | Prestatie | Datum           | Plaats   |
| ----------- | --------- | --------------- | -------- |
| 800 m       | 1.59,37   | 10 juli 1999    | Arnhem   |
| 1000 m      | 2.37,82   | 17 juli 1999    | Nice     |
| 1500 m      | 3.58,43   | 8 augustus 1998 | Monaco   |
| 1 Eng. mijl | 4.39,04   | 2 juli 1997     | Lausanne |

Weg
| Onderdeel      | Prestatie | Datum           | Plaats    |
| -------------- | --------- | --------------- | --------- |
| 15 km          | 50.28     | 19 maart 2005   | Den Haag  |
| halve marathon | 1:10.54   | 19 maart 2005   | Den Haag  |
| marathon       | 2:30.06   | 16 oktober 2005 | Amsterdam |

Indoor
| Onderdeel   | Prestatie | Datum            | Plaats     |
| ----------- | --------- | ---------------- | ---------- |
| 800 m       | 1.59,17   | 14 februari 1999 | Birmingham |
| 1000 m      | 2.38,68   | 20 februari 2004 | Birmingham |
| 1500 m      | 4.01,90   | 15 februari 2004 | Karlsruhe  |
| 1 Eng. mijl | 4.23,33   | 4 februari 2001  | Stuttgart  |

## Palmares

### 800 m
- 1994:  Afrikaanse juniorenkamp. - 2.07,79
- 1994:  WK junioren - 2.05,17
- 1995:  Afrikaanse Spelen - 2.02,26
- 1996: 6e in serie OS - 2.04,80

### 1500 m
Kampioenschappen
- 1994:  Afrikaanse juniorenkamp. - 4.18,13
- 1995:  Afrikaanse Spelen - 4.18,32
- 1996:  WJK - 4.08,65
- 1997: 8e WK indoor - 4.09.76
- 1997: 9e WK - 4.08,15
- 1998:  Grand Prix Finale - 4.04,72
- 1999: 8e WK indoor - 4.11,91
- 1999:  Afrikaanse Spelen - 4.18,33
- 1999:  WK - 4.00,96
- 2000: 4e OS - 4.05,33
- 2000:  Grand Prix Finale - 4.15,75
- 2003: 9e WK indoor - 4.11,15
- 2003:  Afrikaanse Spelen - 4.21,63
- 2003:  Afro-Aziatische Spelen - 4.18,14
- 2004:  WK indoor - 4.06,40
- 2004: 8e in ½ fin. OS - 4.07,63

Golden League-podiumplekken
- 1998:  Bislett Games – 4.01,80
- 1998:  Memorial Van Damme – 4.00,47
- 1998:  ISTAF – 4.04,70
- 2000:  Meeting Gaz de France – 4.03,73
- 2000:  Golden Gala – 4.02,92
- 2000:  Weltklasse Zürich – 4.00,92
- 2000:  Herculis – 3.59,02

### 10 km
- 2002:  Million Dollar Road Race in Doha - 32.29
- 2006: 5e Brabants Dagblad Tilburg - 33.38

### 10 Eng. mijl
- 2007: 8e Dam tot Damloop - 57.27

### halve marathon
- 2005:  City-Pier-City Loop - 1:10.54

### marathon
- 2005: 5e marathon van Hamburg - 2:32.29
- 2005:  marathon van Amsterdam - 2:30.05
- 2006: 14e Boston Marathon - 2:37.08
- 2006: 6e marathon van Frankfurt - 2:33.53

### overige afstanden
- 1998:  4 Mijl van Groningen - 20.34
- 1999:  4 Mijl van Groningen - 21.16

### veldlopen
- 1996:  WK junioren - 13.27
- 1996:  Warandeloop in Tilburg - 20.48
- 1997: 20e WK junioren - 15.55
- 1997:  Sylvestercross in Soest - 18.32
- 1998:  WK veldlopen (korte afstand) - 12.37
- 1998:  Warandeloop in Tilburg - 20.47
- 1999: 12e WK veldlopen (korte afstand) - 15.50
- 2000:  WK veldlopen (korte afstand) - 13.00